# Ste-Osmanne (Féricy)

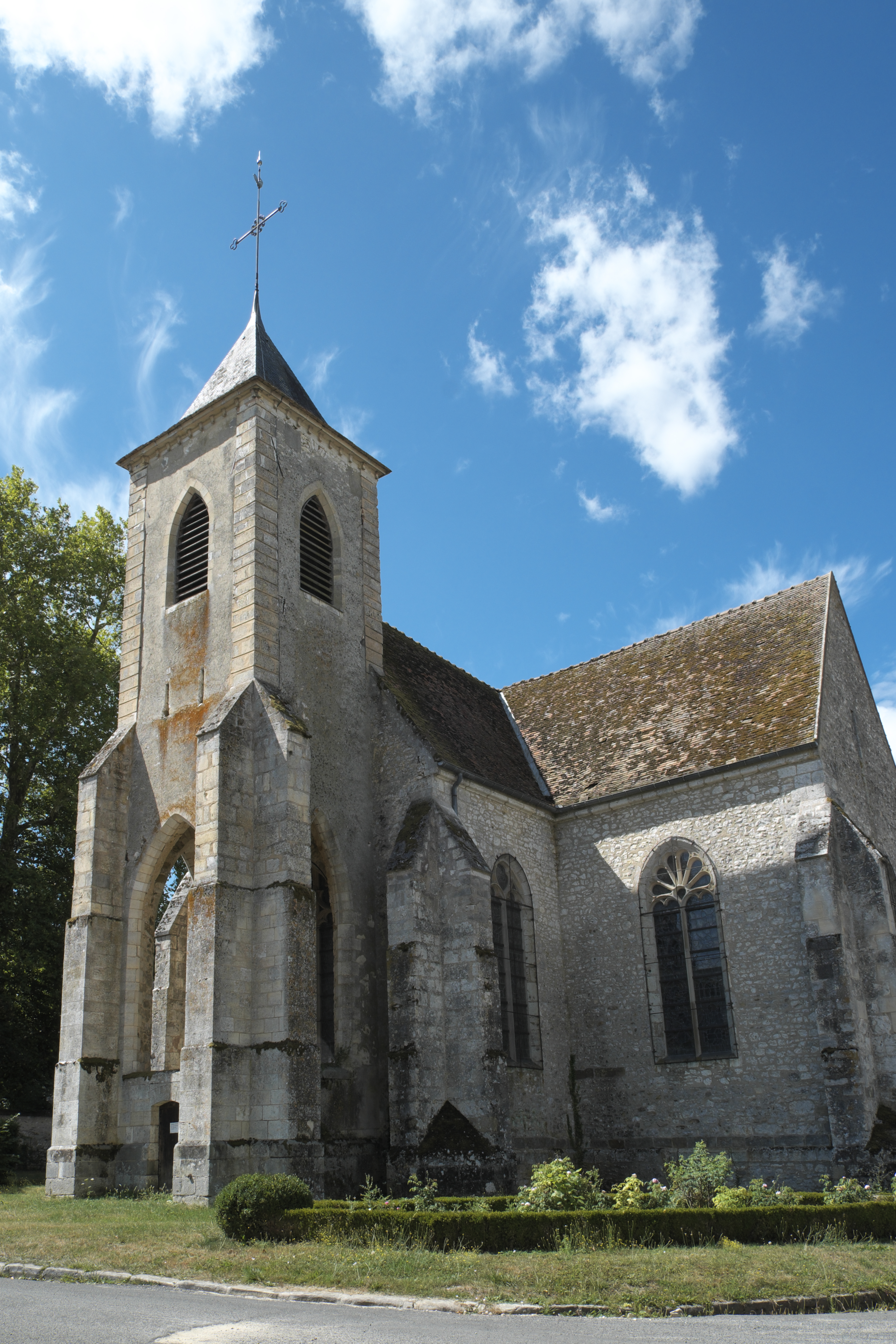
Kirche Sainte-Osmanne

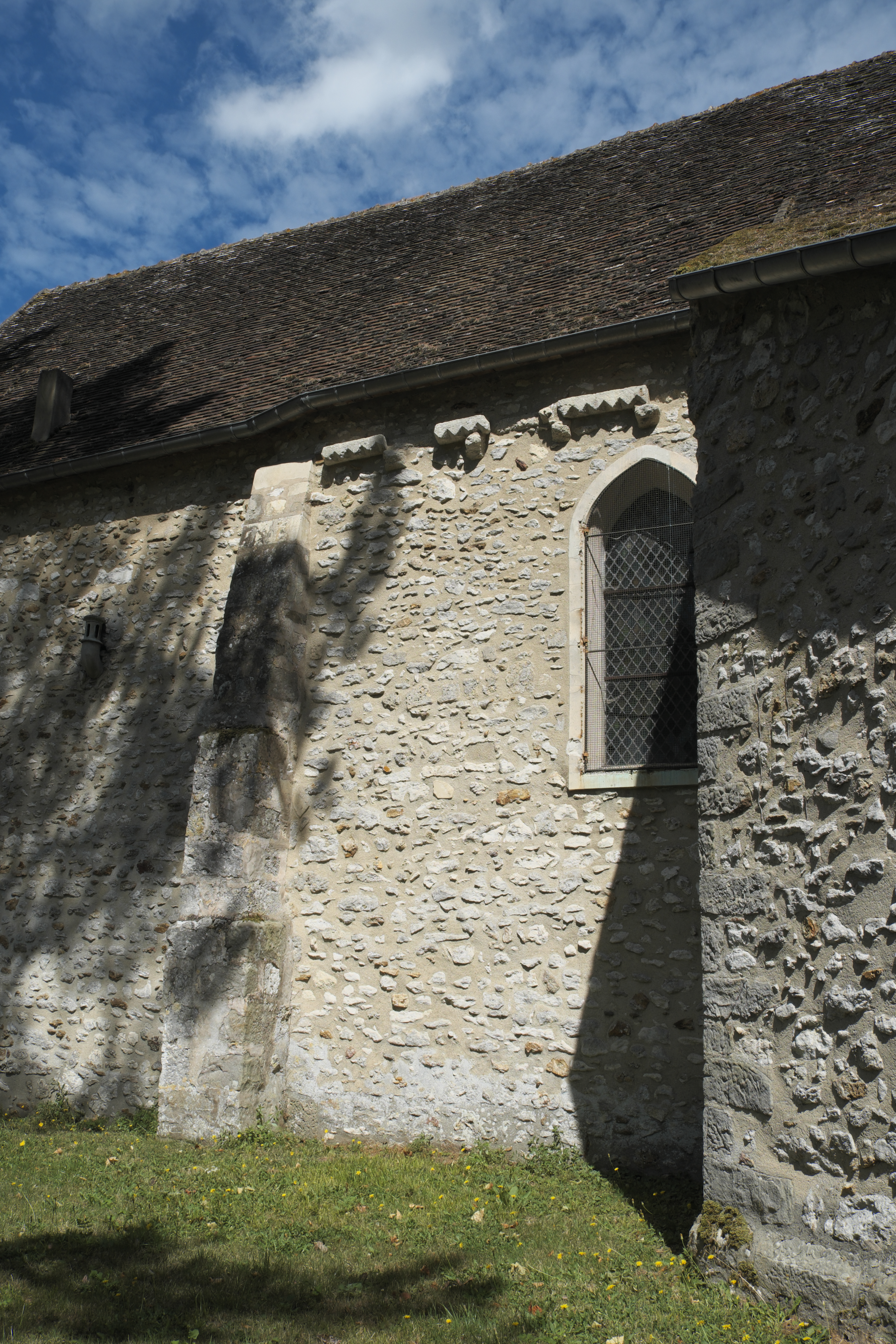
Südseite, Fragmente eines Sägezahnfrieses

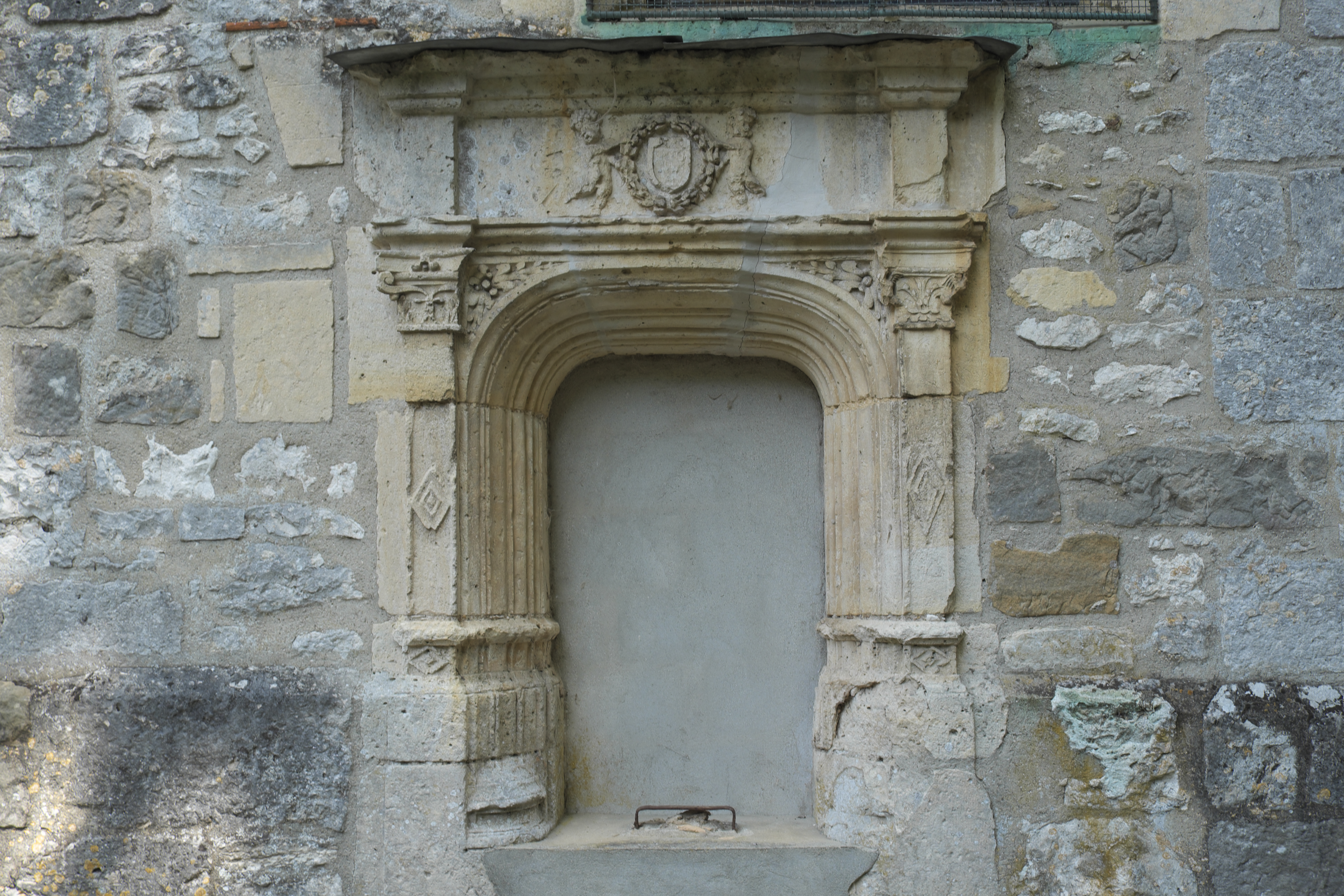
Zugemauertes Renaissancefenster

Die katholische Kirche Sainte-Osmanne in Féricy, einer Gemeinde im Département Seine-et-Marne in der französischen Region Île-de-France, wurde Ende des 12. Jahrhunderts an der Stelle einer Vorgängerkirche aus dem 11. Jahrhundert errichtet. Im 15. und 16. Jahrhundert wurde die Kirche erweitert. In der Kirche sind noch Bleiglasfenster aus der Renaissance erhalten. Im Jahr 1930 wurde die Kirche als Monument historique in die Liste der Baudenkmäler (Base Mérimée) in Frankreich aufgenommen.

## Geschichte
Im Jahr 1405 erhielt die Kirche von der ehemaligen Abtei Saint-Denis, der sie unterstand, Reliquien der heiligen Osmanna, einer irischen Prinzessin, die in der Gegend von Saint-Brieuc und später in der Nähe von Saint-Calais im heutigen Département Sarthe in der Region Pays de la Loire als Reklusin gelebt haben soll. Die französische Gemeinde Sainte-Osmane, die nach der Heiligen benannt ist und deren Kirche ihr Patrozinium trägt, gilt als ihr Sterbeort. Während der Normanneneinfälle wurden ihre sterblichen Überreste in die ehemalige Abteikirche Saint-Denis gebracht, wo ihr eine Kapelle geweiht ist. Fälschlicherweise wird Osmanna häufig gleichgesetzt mit Osanna von Jouarre, einer ebenfalls irischen Prinzessin, deren Gebeine in einem Sarkophag in der Krypta Saint-Paul in Jouarre ruhen.
Nach der Legende soll bei der Ankunft der Reliquien der heiligen Osmanna in Féricy vor der Kirche eine Quelle entsprungen sein. Dem Wasser wurde eine die Fruchtbarkeit fördernde Wirkung nachgesagt und es entwickelte sich eine rege Wallfahrt. Auch Anna von Österreich, die Mutter des späteren Sonnenkönigs Ludwig XIV., und Maria Theresia, seine Gemahlin, besuchten vom nahegelegenen Königsschloss Fontainebleau die Kirche von Féricy in der Hoffnung auf die baldige Geburt eines langersehnten Thronfolgers.

## Architektur

### Außenbau
Das dreijochige Schiff stammt noch aus dem 12. Jahrhundert. Das Querhaus, der gerade geschlossene Chor und die Seitenkapellen wurden im 15. und 16. Jahrhundert errichtet.
Das im 16. Jahrhundert geschaffene Portal an der Westfassade wird von Säulen auf hohen Sockeln und einem Dreiecksgiebel gerahmt.
An der Südseite sind unter dem Dachansatz Fragmente eines Sägezahnfrieses zu erkennen, die aus dem 12. Jahrhundert stammen. Ebenfalls an der Südseite ist eine Nische mit Renaissancedekor in die Außenmauer eingeschnitten.
Der ursprünglich über dem Narthex errichtete Glockenturm wurde 1845 abgerissen und zwei Jahre später wurde ein neuer Glockenturm vor das Chorhaupt gesetzt.

### Innenraum
An das Westportal schließt sich eine Vorhalle an. Die drei Joche des Schiffes besitzen Kreuzrippengewölbe, die an der Nordseite auf Konsolen und an der Südseite auf Knospenkapitellen aufliegen. Das südliche Seitenschiff besteht aus drei Kapellen.

## Bleiglasfenster
Im Chor und im Querhaus sind Bleiglasfenster erhalten, die zwischen 1532 und 1540 in einer Pariser Werkstatt ausgeführt wurden.

### Fenster 0: Kreuzigung Christi

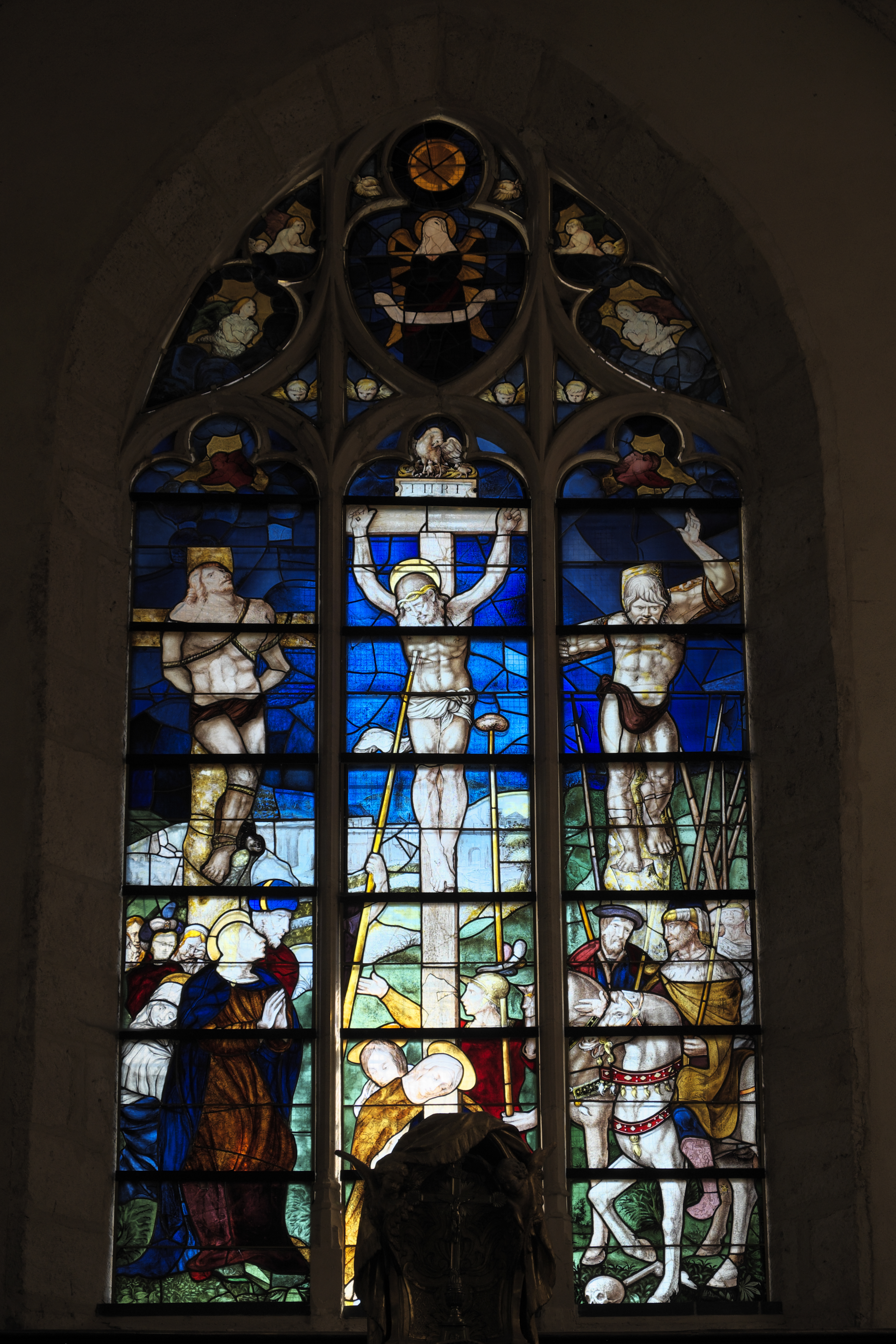
Fenster 0: Kreuzigung Christi

Das zentrale Chorfenster stellt die Kreuzigung Christi dar. Zur Rechten und zur Linken Jesu sind die beiden Schächer dargestellt. Unter dem Kreuz stehen Longinus, der Jesus mit der Lanze in die Seite sticht, und Stephaton, der den mit Essig getränkten Schwamm Jesus vor den Mund hält. Auf der linken Lanzette sieht man Maria, auf der rechten zwei elegant gekleidete Männer zu Pferde. Am Fuße des Kreuzes steht Maria Magdalena, die mit ihren Armen das Kreuz umschlungen hält. Im Maßwerk sind Engel dargestellt.

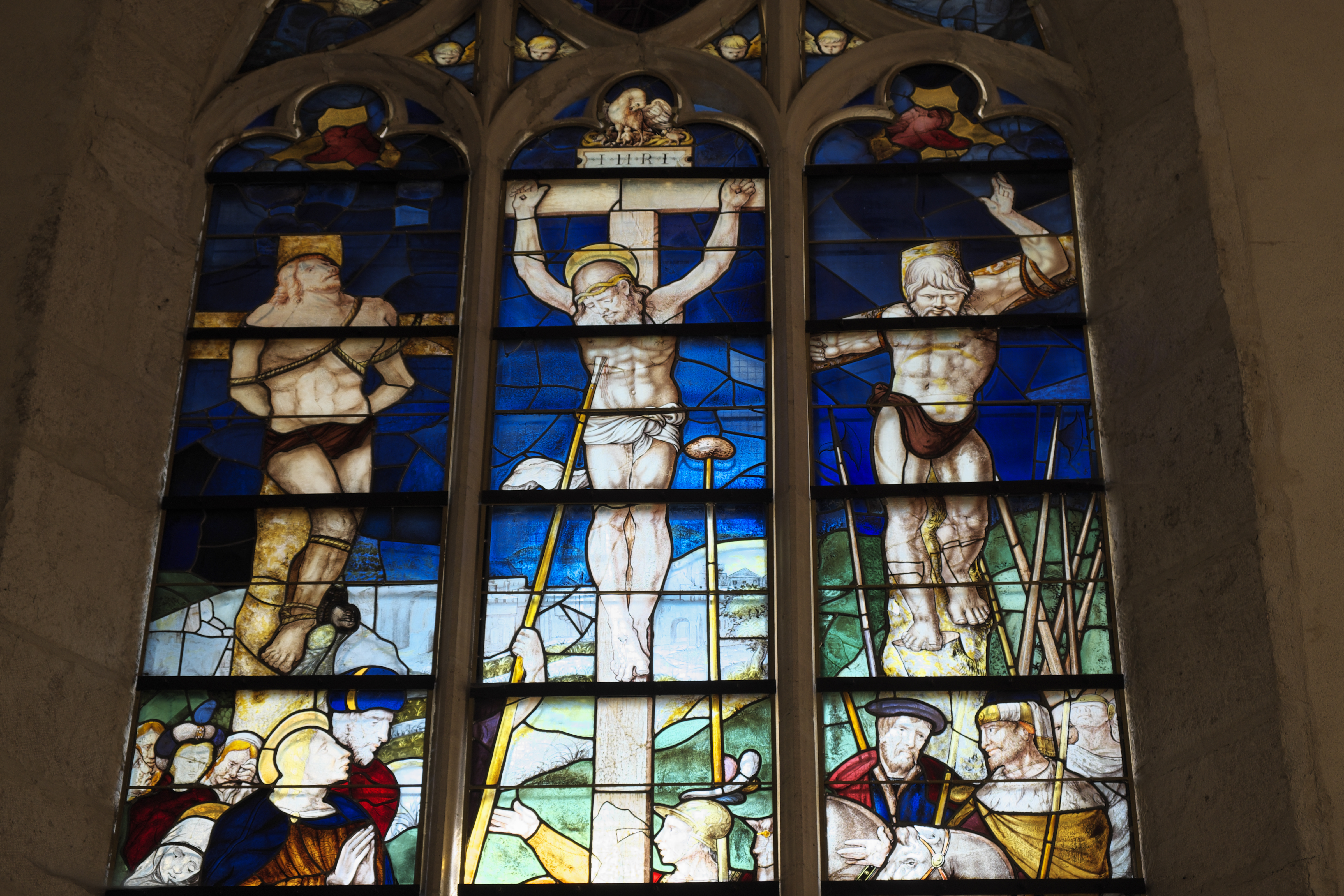
Kreuzigung
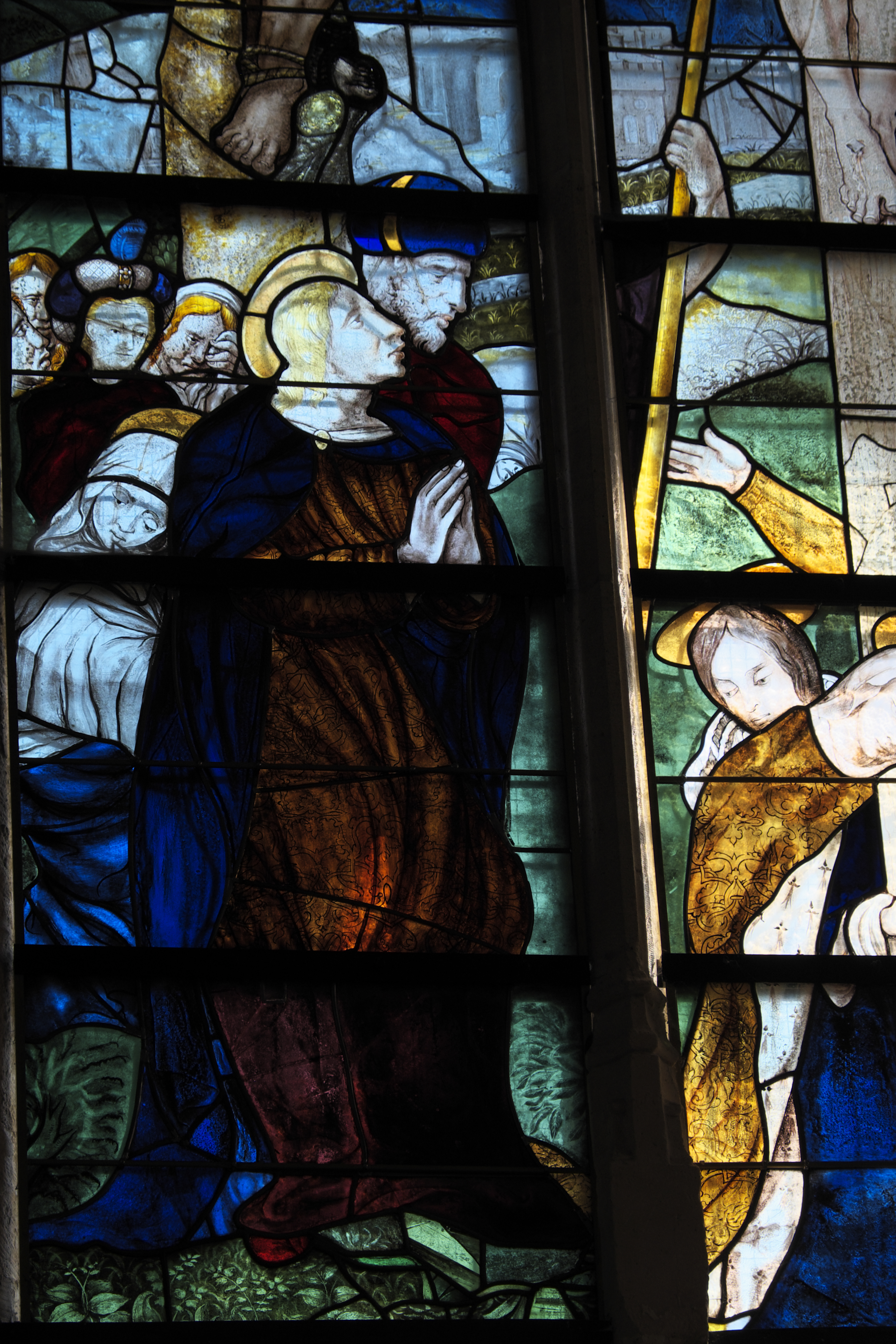
Maria
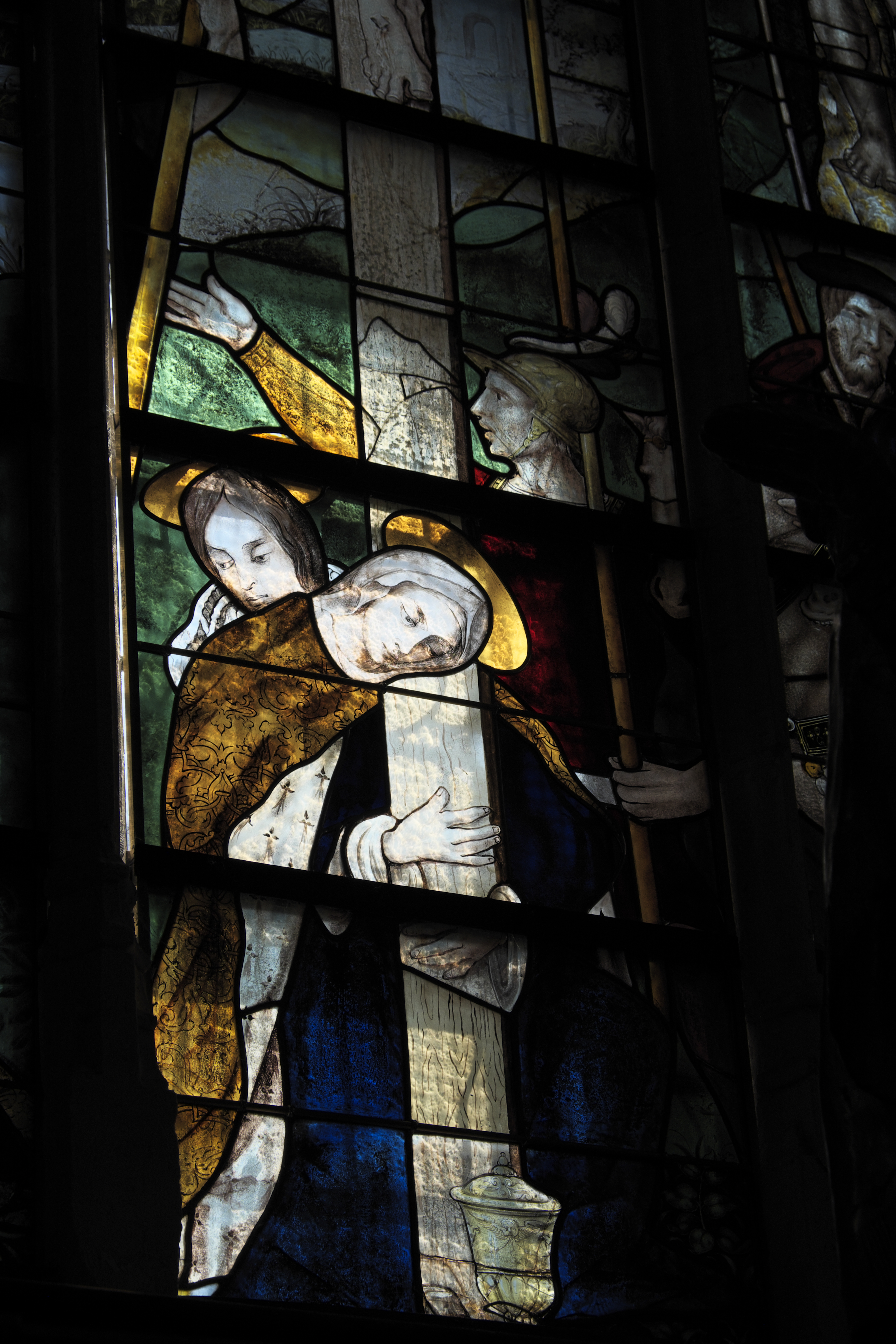
Maria Magdalena
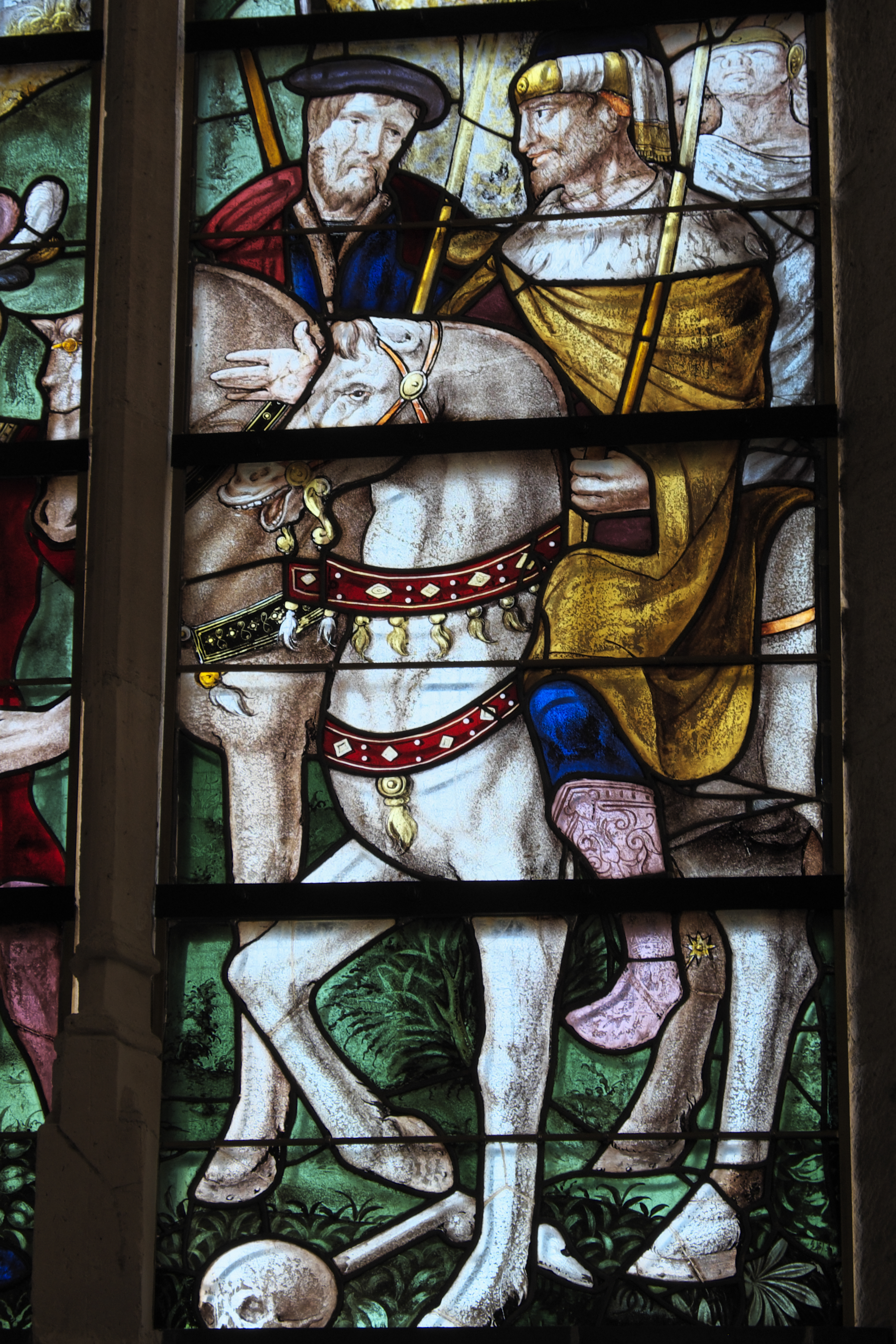
Männer zu Pferde

### Fenster 1: Legende der heiligen Osmanna

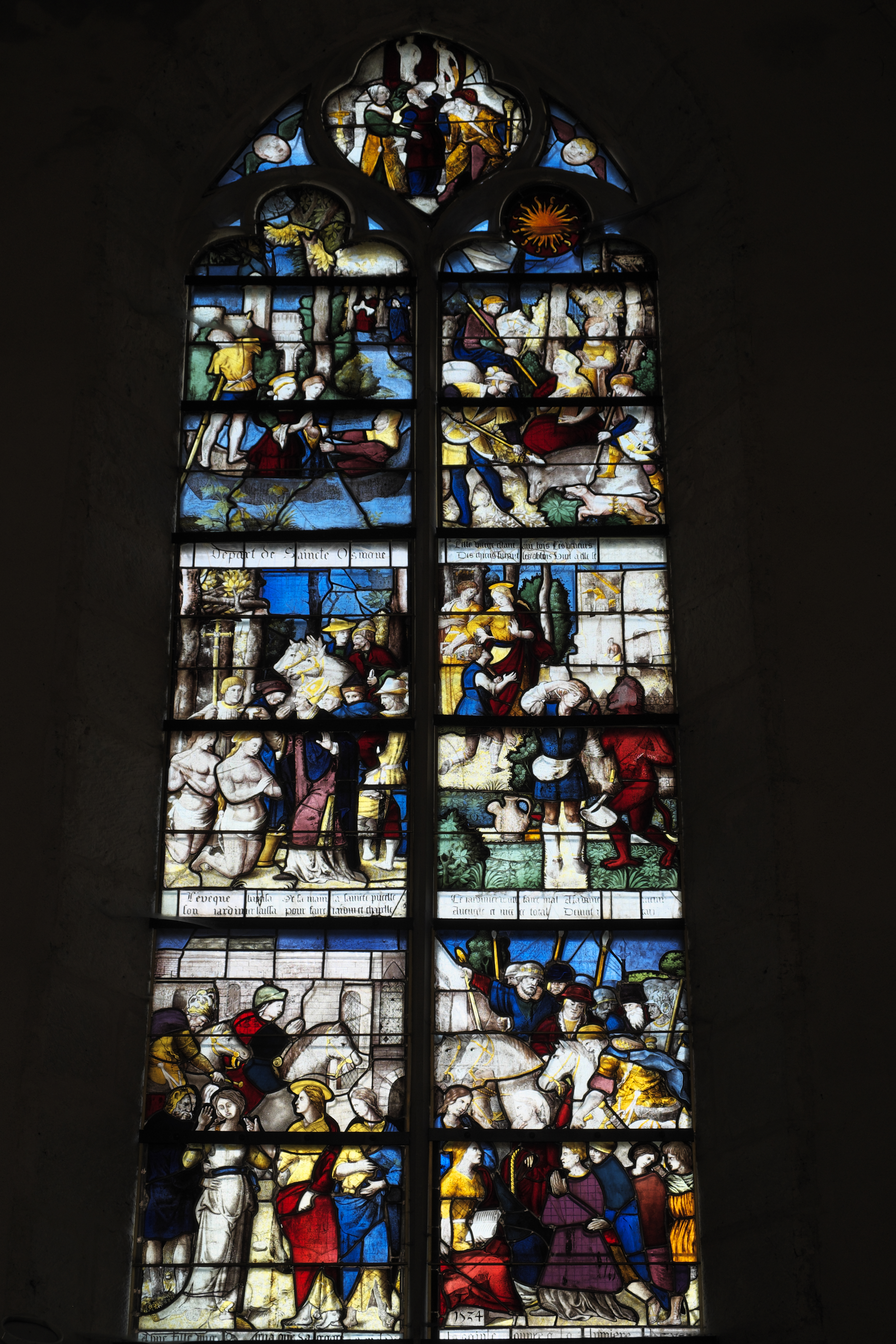
Fenster 1: Legende der heiligen Osmanna

Auf dem nördlichen Chorfenster ist die Legende der heiligen Osmanna dargestellt. Unter jeder Szene ist eine Inschrift angebracht. Osmanna, die sich zum Christentum bekehrt hatte, weigert sich, die heidnischen Idole ihrer Eltern zu verehren. Sie verlässt in Begleitung ihrer Dienerin, der heiligen Cérotte, mit einem Boot Irland. Sie landen in Saint-Brieuc in der Bretagne und finden Zuflucht im Wald. Dort retten sie ein von Jägern verfolgtes Wildschwein, das die Lanzen der Jäger nicht töten können. Als der Bischof von Saint-Brieuc von diesem Wunder erfährt, stellt er den beiden Frauen eine kleine Kapelle zur Verfügung und gibt ihnen einen Gärtner zu ihren Diensten. Nach einigen Jahren lässt sich der Gärtner zu einem ungebührlichen Verhalten gegenüber der heiligen Osmanna hinreißen, worauf er mit Blindheit geschlagen wird und in den Wahnsinn fällt, was durch die Figur des feuerroten Teufels zum Ausdruck gebracht wird. Durch ihr zweites Wunder rettet Osmanna ein junges Mädchen, dem ein Knochen im Hals stecken geblieben war, vor dem Ersticken. In der letzten Szene gibt Osmanna einem jungen Prinzen das Augenlicht wieder. In der unteren rechten Scheibe ist die Jahreszahl 1534 zu lesen (Monument historique (Objekt) seit 1905).

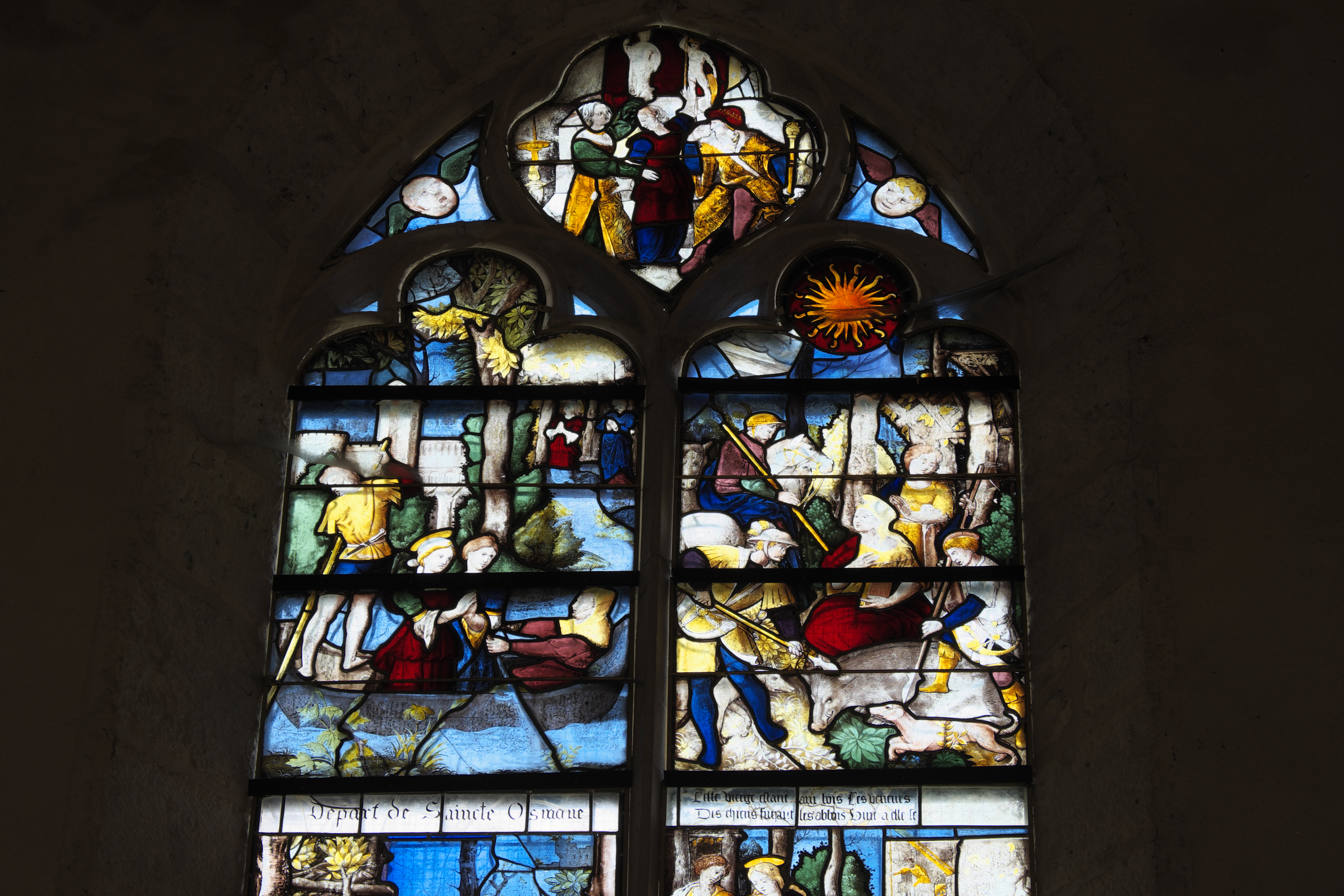
Osmanna verlässt Irland und rettet ein Wildschwein vor den Jägern
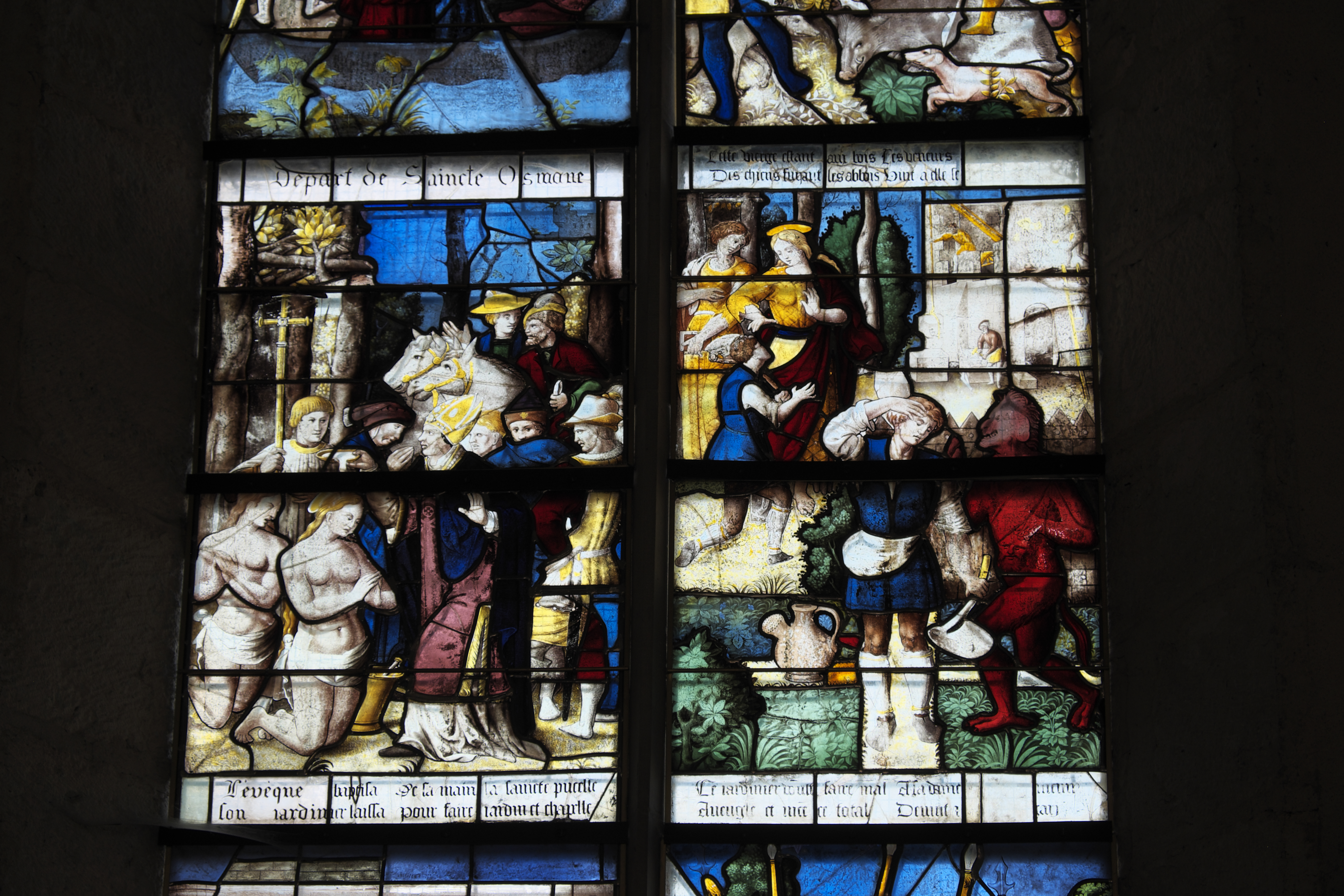
Osmanna und ihre Begleiterin vor dem Bischof von Saint-Brieuc, der Gärtner wird blind und fällt in den Wahnsinn
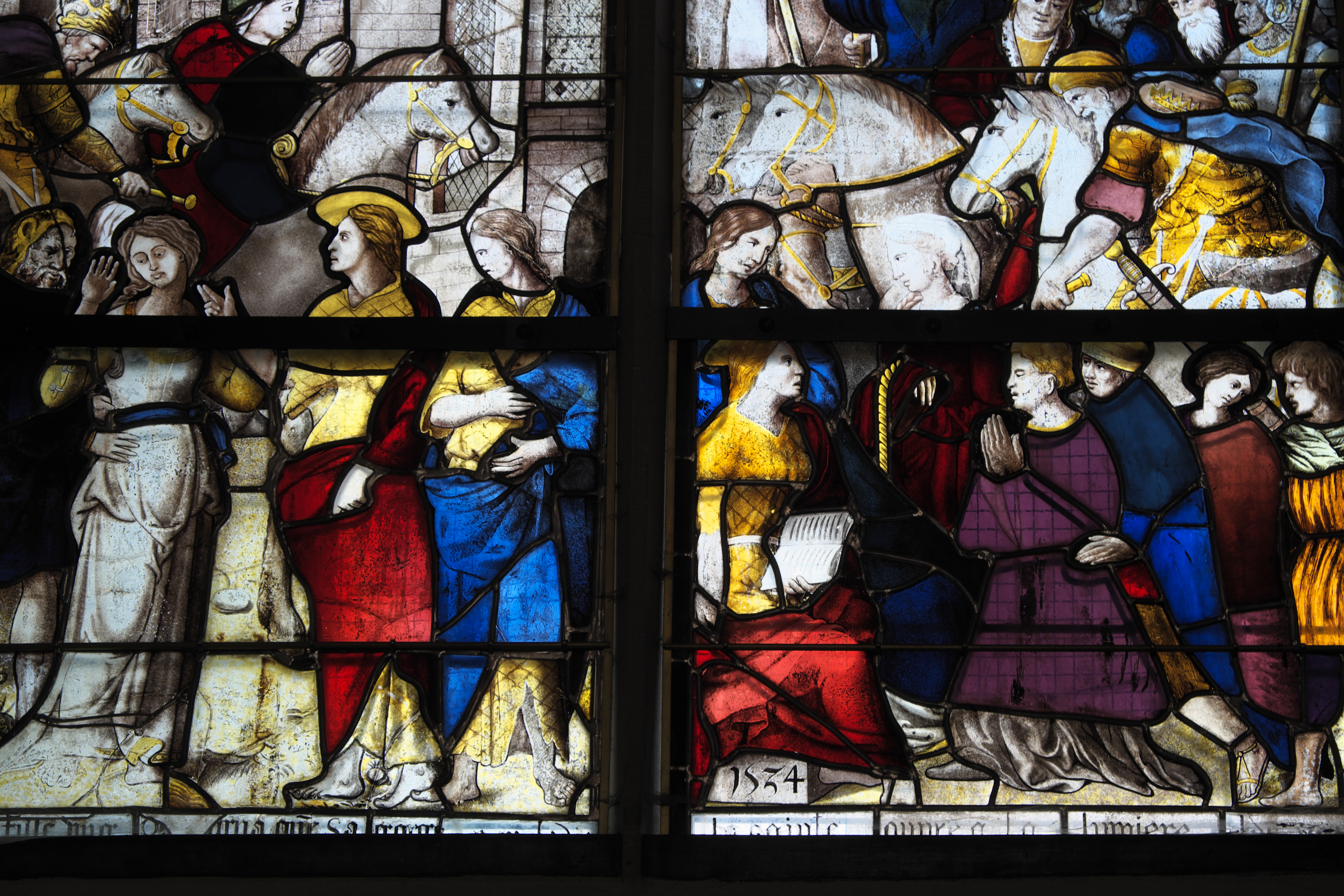
Osmanna rettet ein Mädchen vor dem Ersticken und gibt einem jungen Prinzen das Augenlicht wieder

### Fenster 2: Noli me tangere und Jakobspilgerlegende

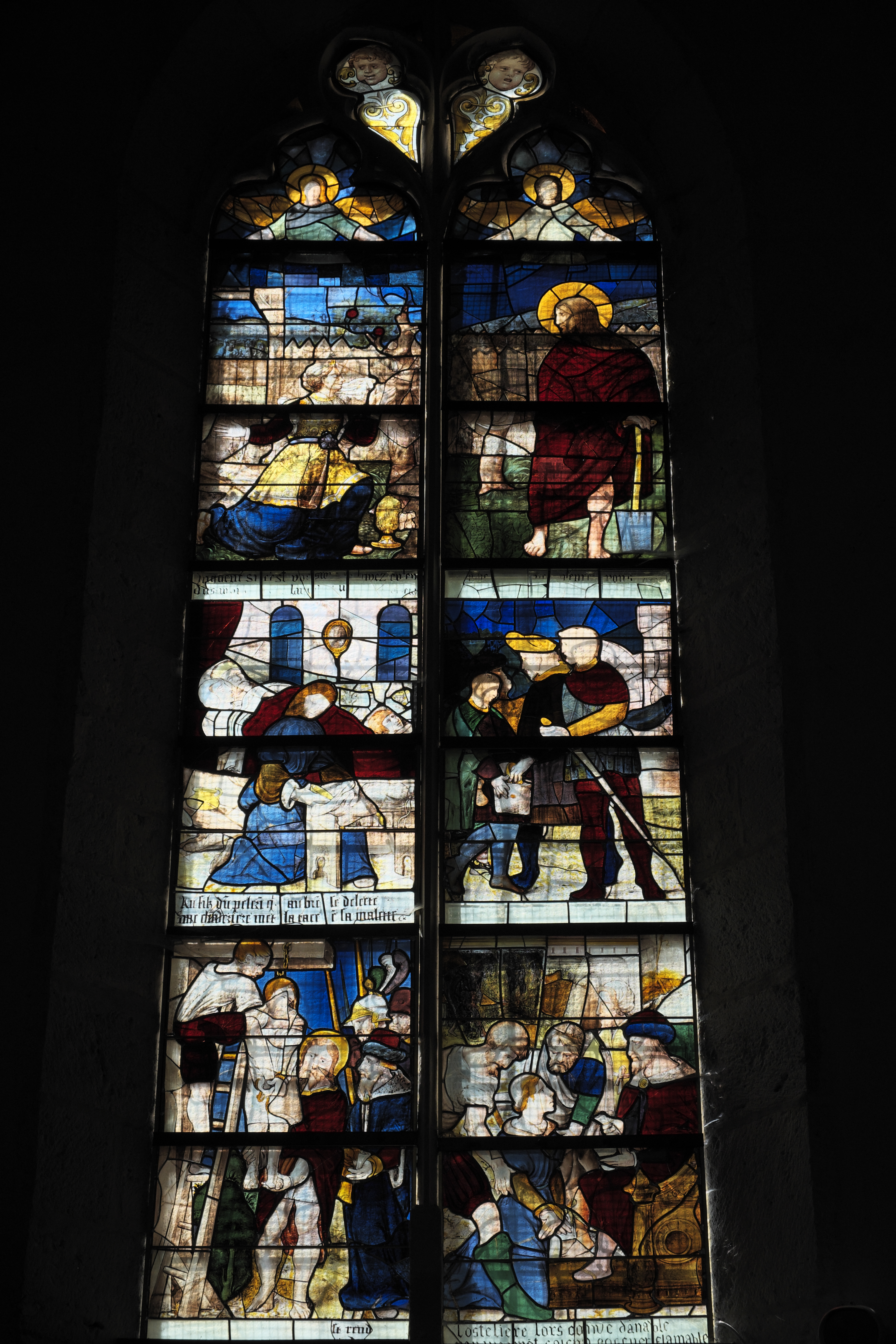
Fenster 2: Noli me tangere und Jakobspilgerlegende

Das südliche Chorfenster ist aus Scheiben von zwei verschiedenen Fenstern zusammengesetzt. Der obere Teil stellt Jesus dar, der nach seiner Auferstehung Maria Magdalena als Gärtner erscheint (Noli me tangere). Der untere Teil zeigt Episoden einer Geschichte von Jakobspilgern, ähnlich der Legende des Hühnerwunders. Ein Sohn begibt sich mit seinen Eltern auf eine Pilgerfahrt nach Santiago de Compostela. Sie übernachten in einer Herberge, in der sich die Magd des Hauses in den Sohn  verliebt, der sie allerdings zurückweist. Aus Rache versteckt sie im Gepäck des Sohnes eine silberne Schale und bezichtigt ihn des Diebstahls. Der Sohn wird zum Tode verurteilt und gehängt. Bei ihrer Rückkehr von der Pilgerreise finden die Eltern ihren Sohn lebendig am Galgen. Wie er bekundet, habe er durch den Beistand des Apostels Jakobus überlebt. Die Eltern bitten den Richter um Aufhebung des Urteils, da ihr Sohn durch ein Wunder noch am Leben sei. Der Sohn wird vom Galgen befreit und die Herbergsmagd wird gefesselt dem Richter vorgeführt. Auch diese Szenen sind mit Inschriften versehen (Monument historique (Objekt) seit 1905).

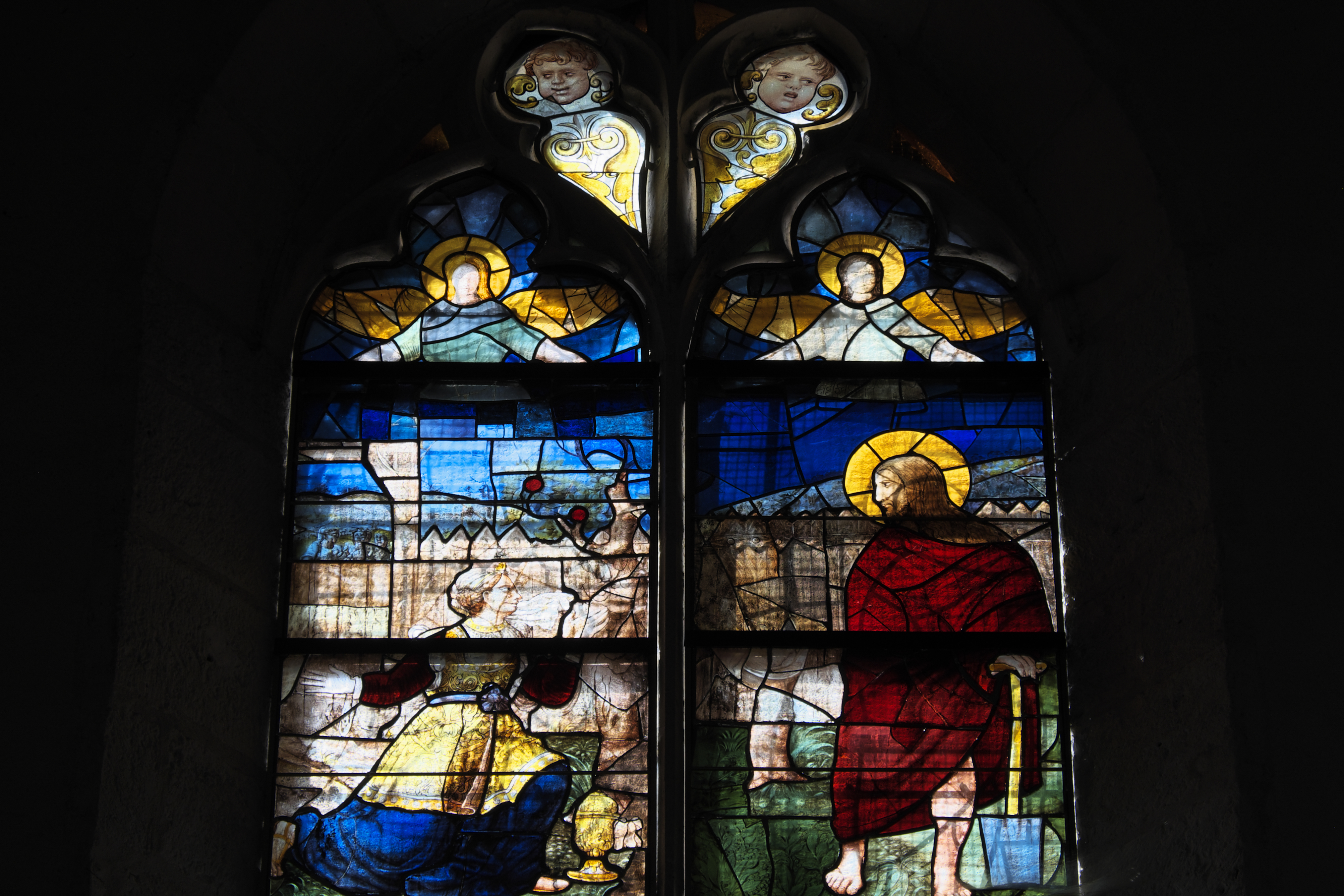
Noli me tangere
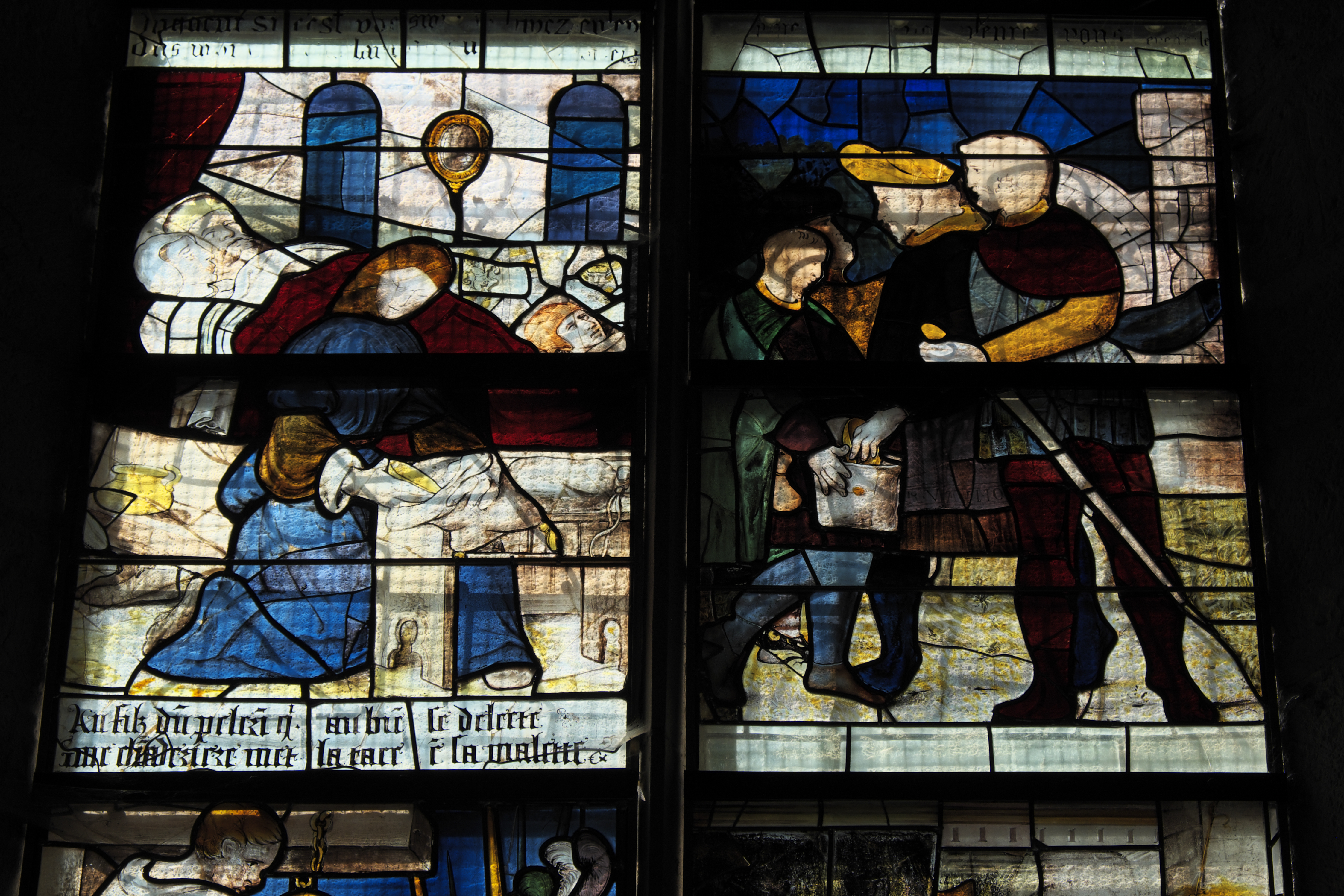
Die Magd der Pilgerherberge versteckt eine silberne Schale im Gepäck des Sohnes, der Sohn wird des Diebstahls überführt
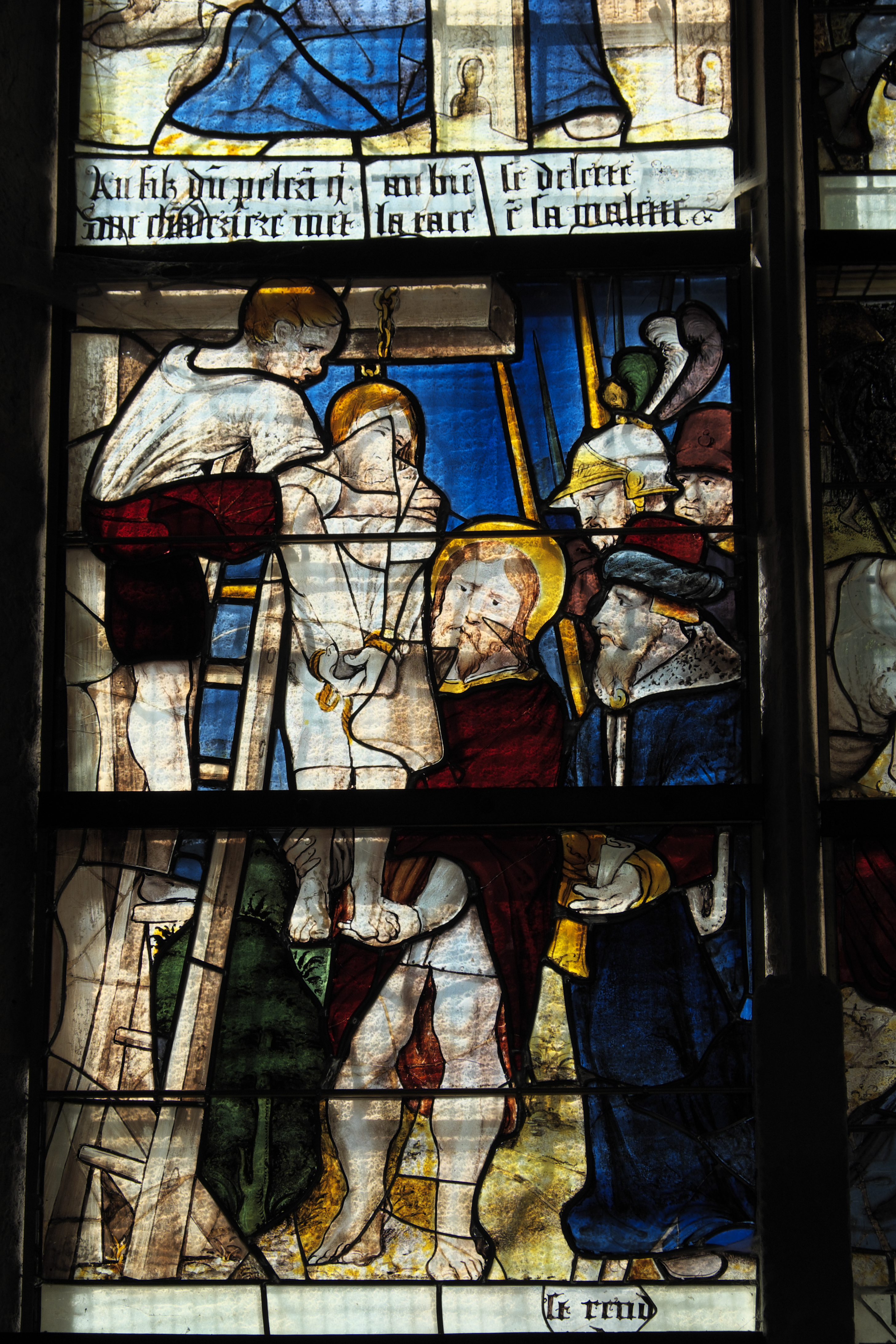
Der Sohn wird unter dem Schutz des heiligen Jakobus vom Galgen befreit
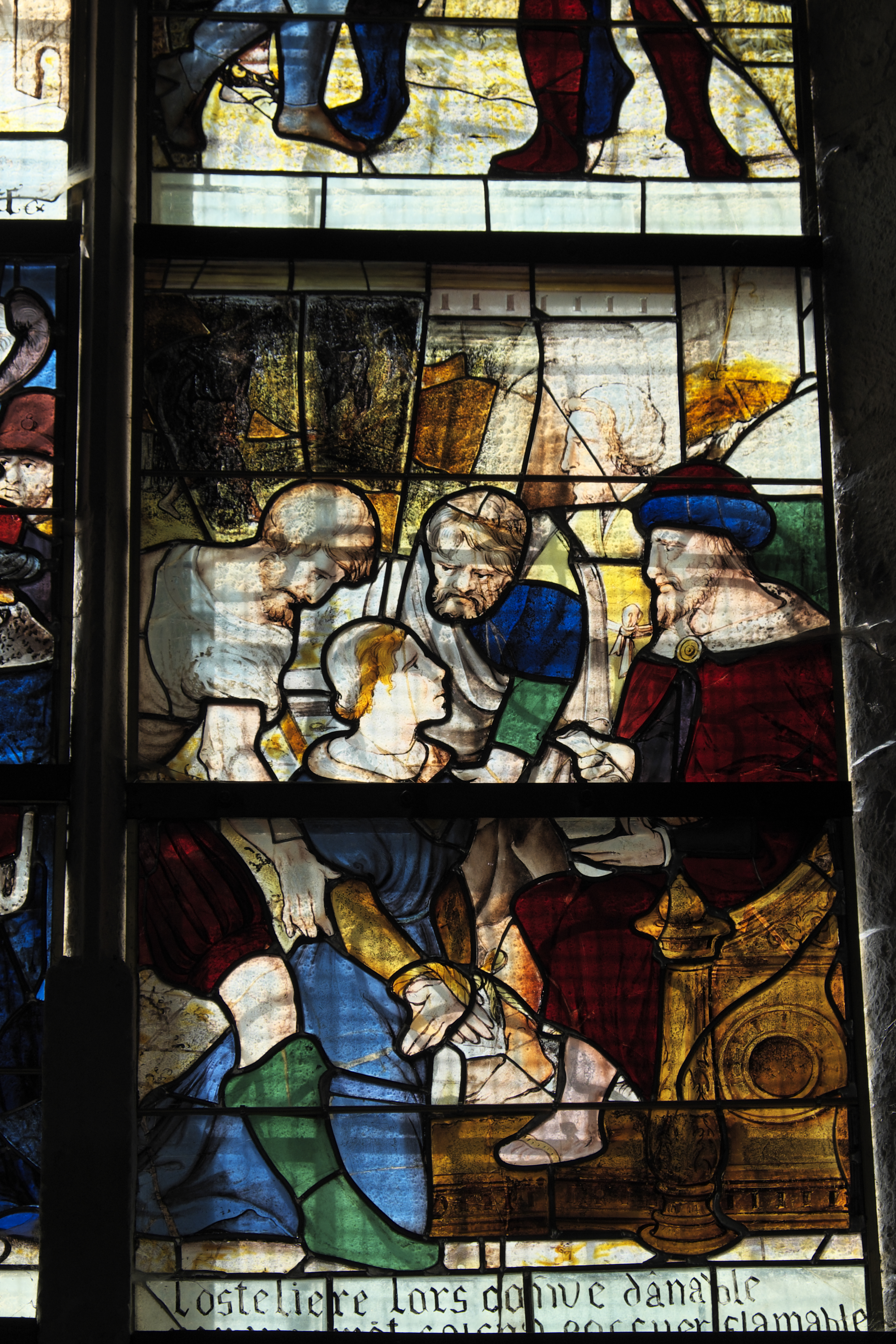
Die Herbergsmagd wird dem Richter vorgeführt

### Fenster 3: Anbetung der Hirten, Anbetung der Heiligen Drei Könige

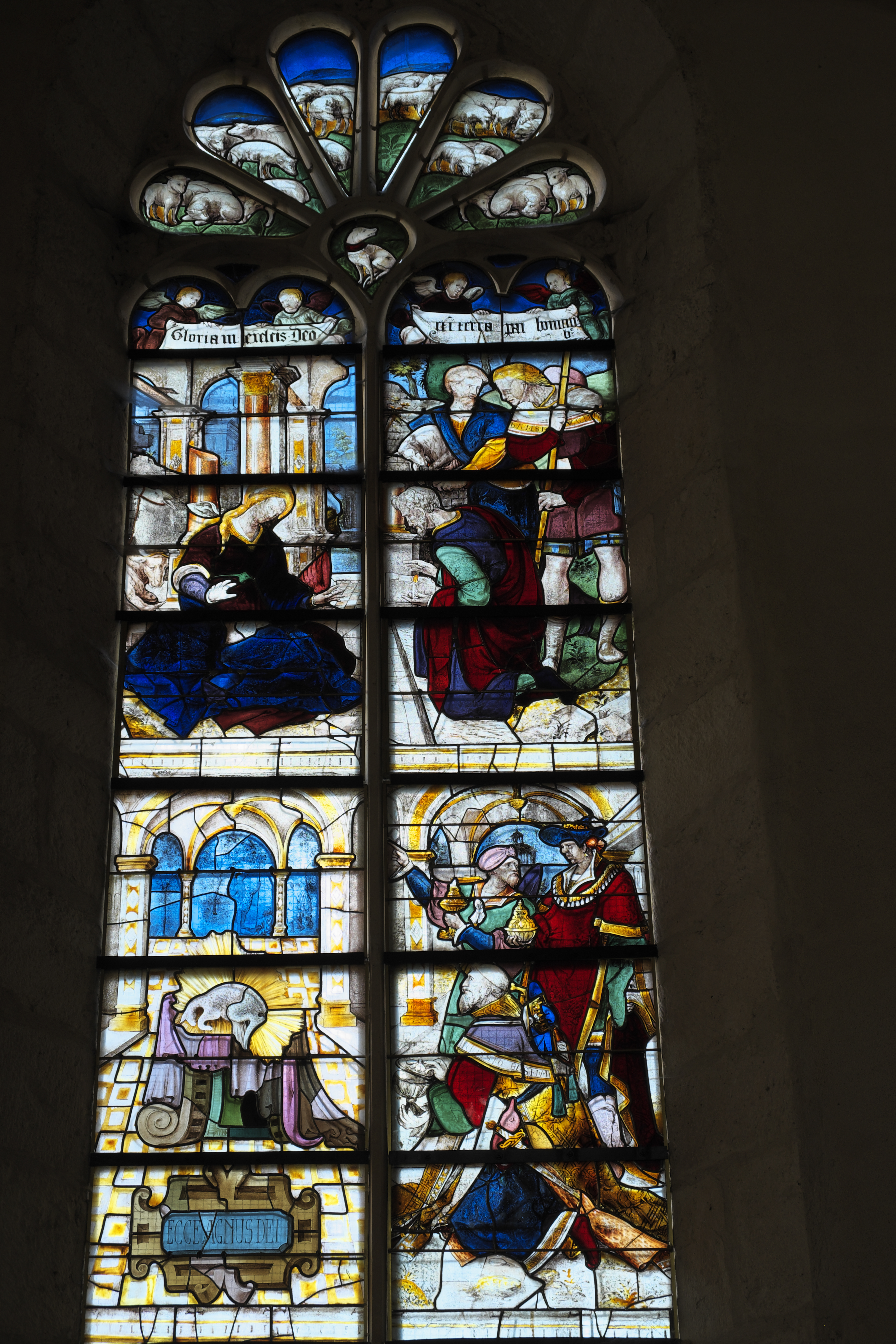
Fenster 3: Anbetung der Hirten, Anbetung der Heiligen Drei Könige

Das Fenster im nördlichen Querhaus zeigt im oberen Teil die Anbetung der Hirten, im unteren Teil die Anbetung der Heiligen Drei Könige. Auf der oberen Scheibe der linken Lanzette ist Maria dargestellt, über ihr halten zwei Engel ein Spruchband mit der Inschrift „Gloria in excelsis Deo“ (Ehre sei Gott in der Höhe). Auf der rechten Lanzette, über der Darstellung der Hirten, sieht man ebenfalls zwei Engel mit einem Spruchband, auf dem sich die Inschrift fortsetzt „et in terra pax hominibus b[onae voluntatis]“ (und Friede auf Erden den Menschen, die guten Willens sind). Auf der mittleren Scheibe wird Christus durch das Lamm Gottes symbolisiert und auf der unteren Scheibe ist die Inschrift „ECCE AGNUS DEI“ (dies ist das Lamm Gottes) zu lesen. Im Maßwerk sieht man in der Mitte einen Hund, der über weidende Schafe wacht (Monument historique (Objekt) seit 1977).

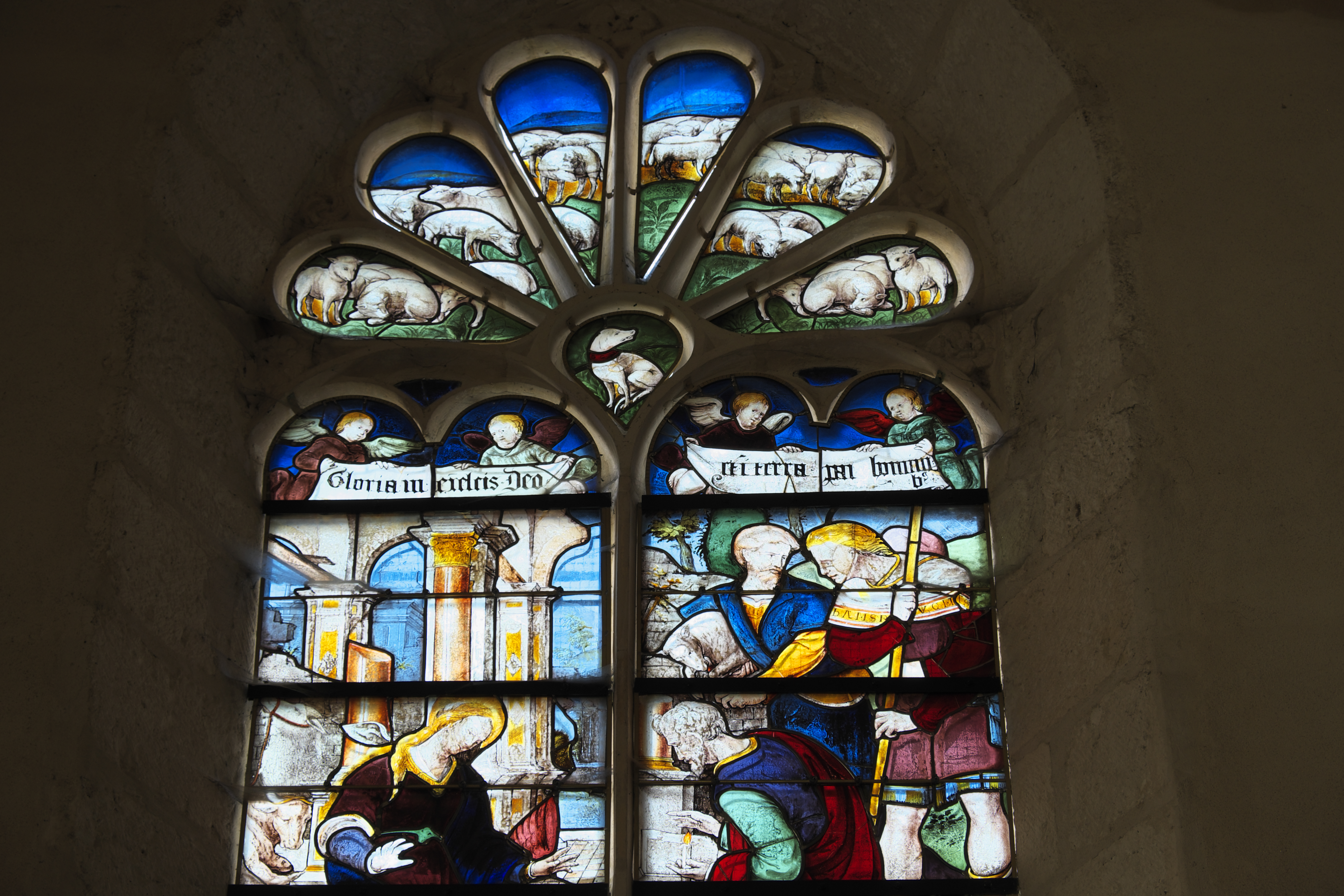
Anbetung der Hirten, oben ein Hund, der über Schafe wacht
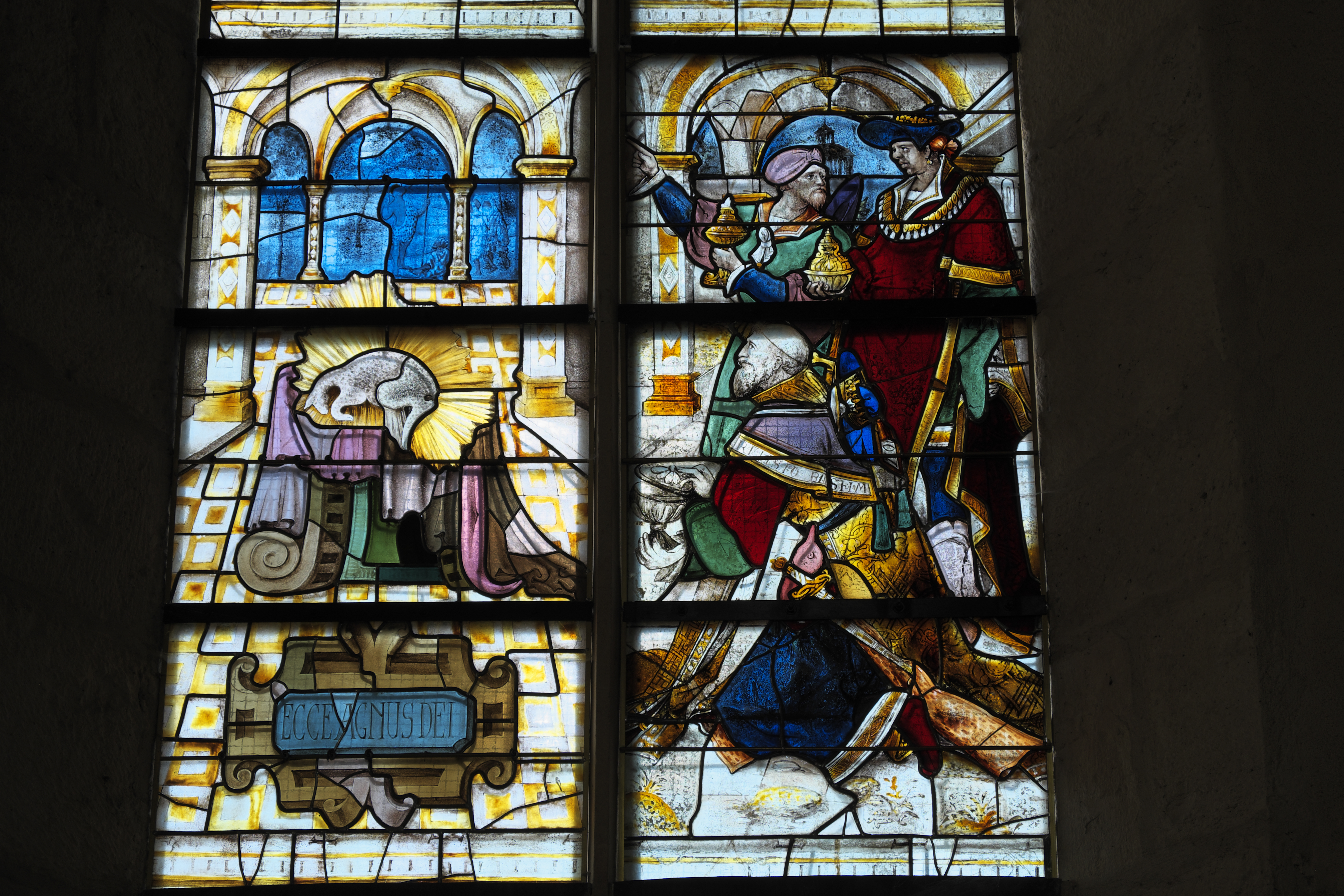
Anbetung der Heiligen Drei Könige

### Fenster 4: Stifter

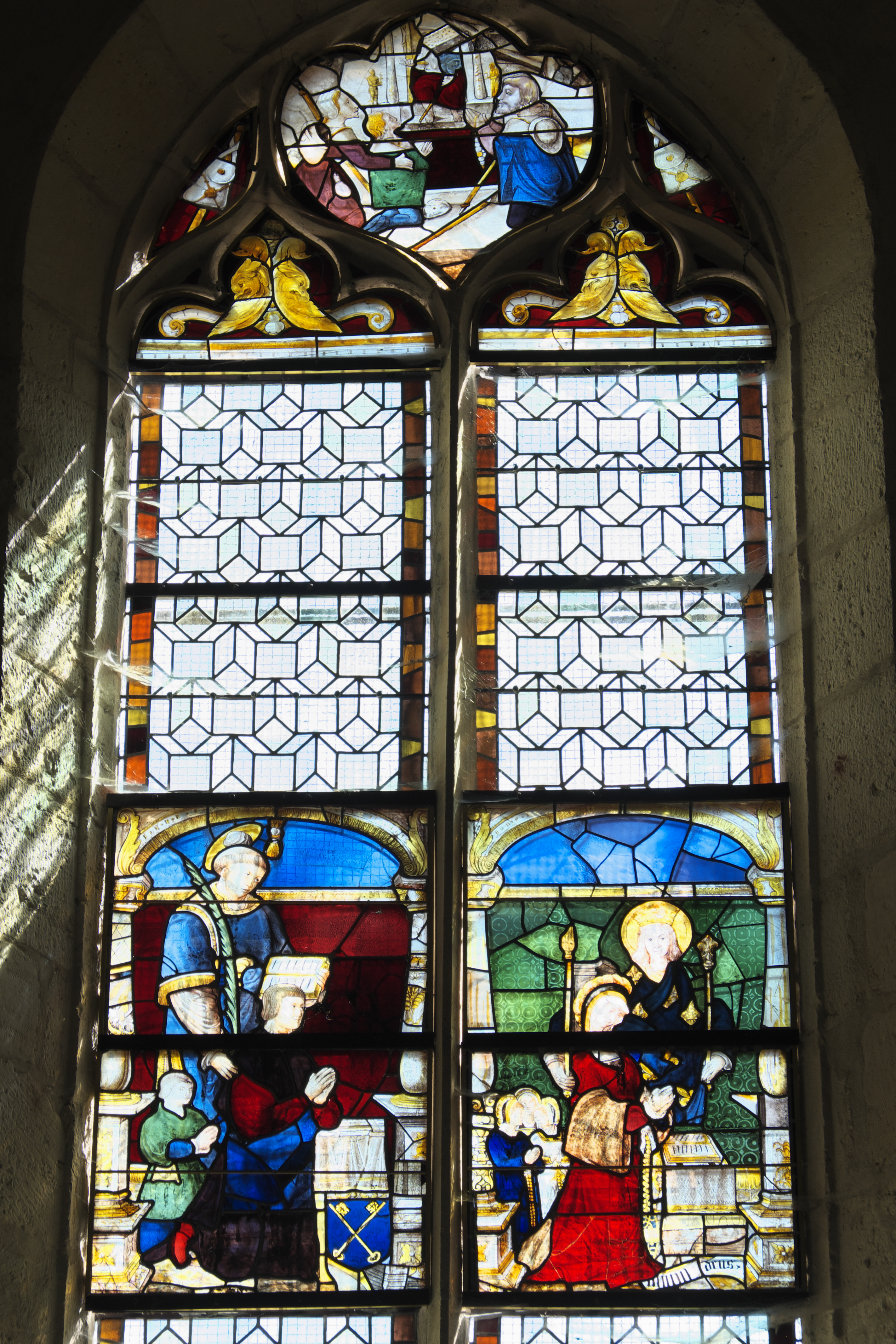
Fenster 4: Stifter, oben Jakobspilger

Auf dem Stifterfenster im südlichen Querhaus sind Etienne Clément und seine Gemahlin Louise mit ihren Kindern und ihren Schutzpatronen, dem heiligen Stephanus und dem französischen König Ludwig dem Heiligen, dargestellt. Etienne Clément war in der Zeit von 1534 bis 1542 Besitzer der Domaine de la Salle in Féricy. Die Scheiben mit der Darstellung der Stifter gehörten ursprünglich zum Fenster der Jakobspilgerlegende. Im Maßwerk des Stifterfensters sieht man die Jakobspilger, die mit ihrem Sohn zum Apostel Jakobus beten (Monument historique (Objekt) seit 1977).

## Skulpturen
- Die Steinfigur der heiligen Osmanna wird in das späte 14. oder frühe 15. Jahrhundert datiert. Sie wurde im 19. Jahrhundert neu gefasst (Monument historique (Objekt) seit 1944[8]).
- Die farbig gefasste Steinskulptur, die als Attribut ein Salbgefäß in der Hand hält, stellt vermutlich Maria Magdalena, dar. Sie wurde im 16. Jahrhundert geschaffen (Monument historique (Objekt) seit 1965[9]).
- Aus der gleichen Zeit stammt auch die mit einem Drachen dargestellte weibliche Figur, die als heilige Martha oder heilige Margareta interpretiert werden kann (Monument historique (Objekt) seit 1965[10]).

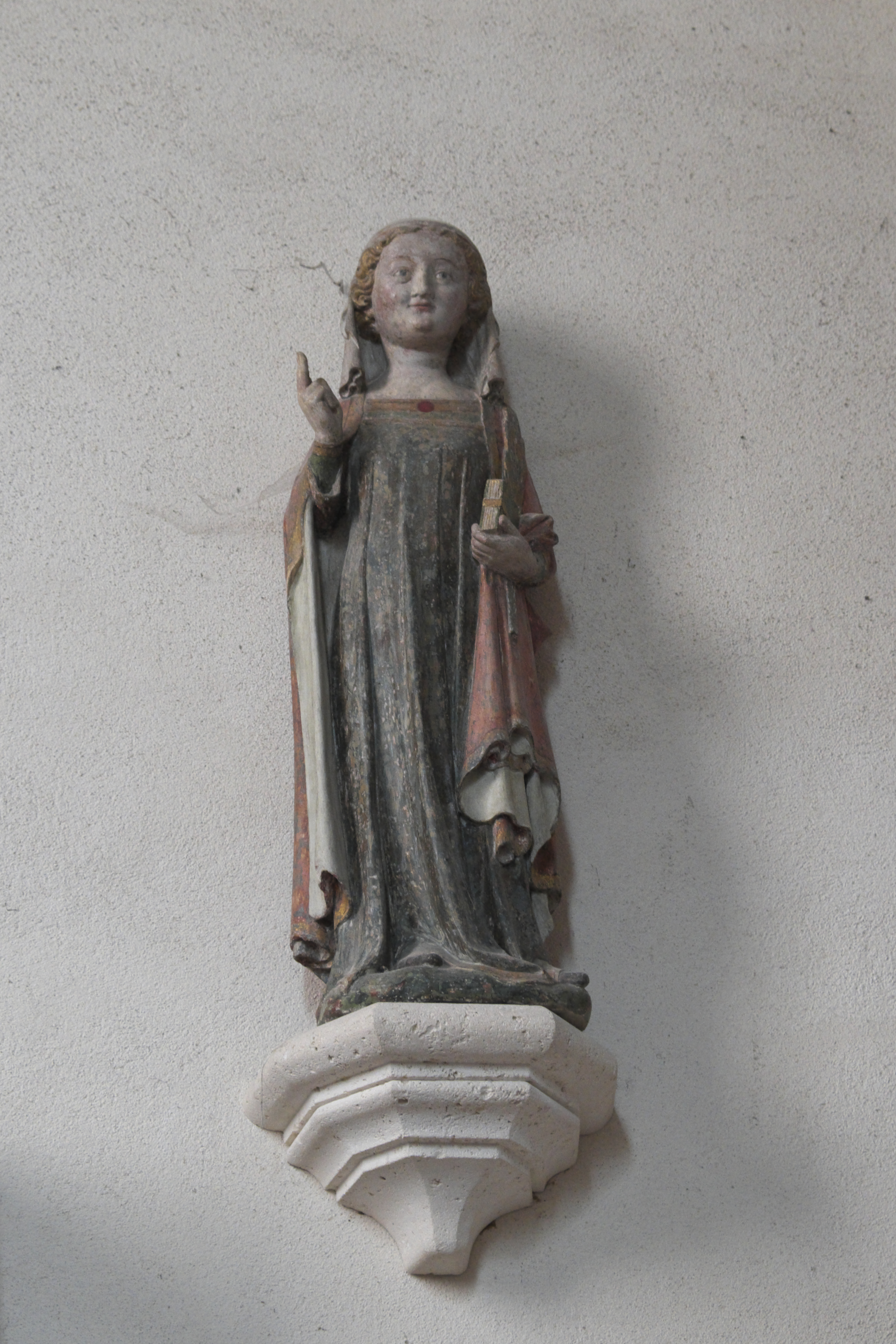
Heilige Osmanna
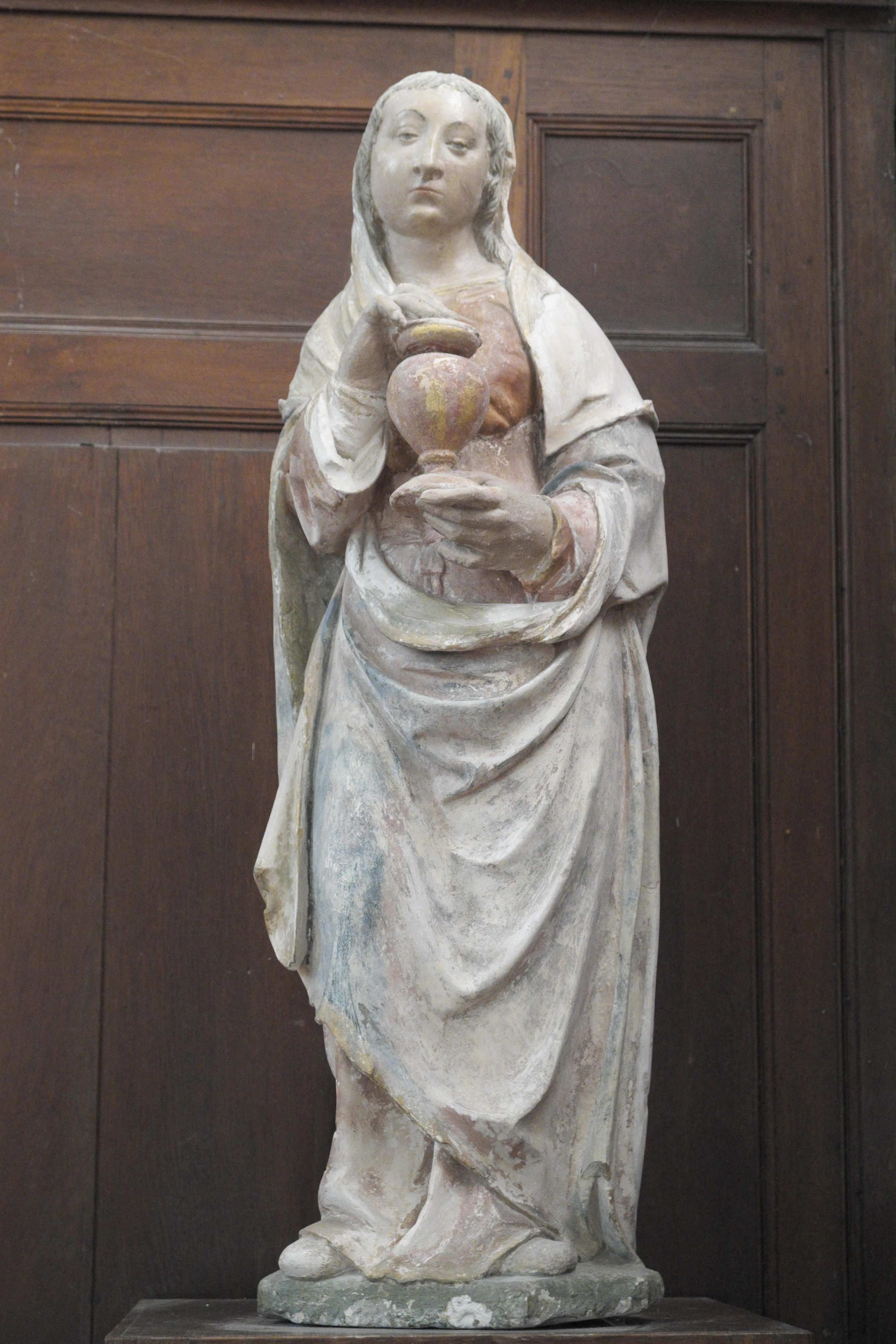
Maria Magdalena (?)
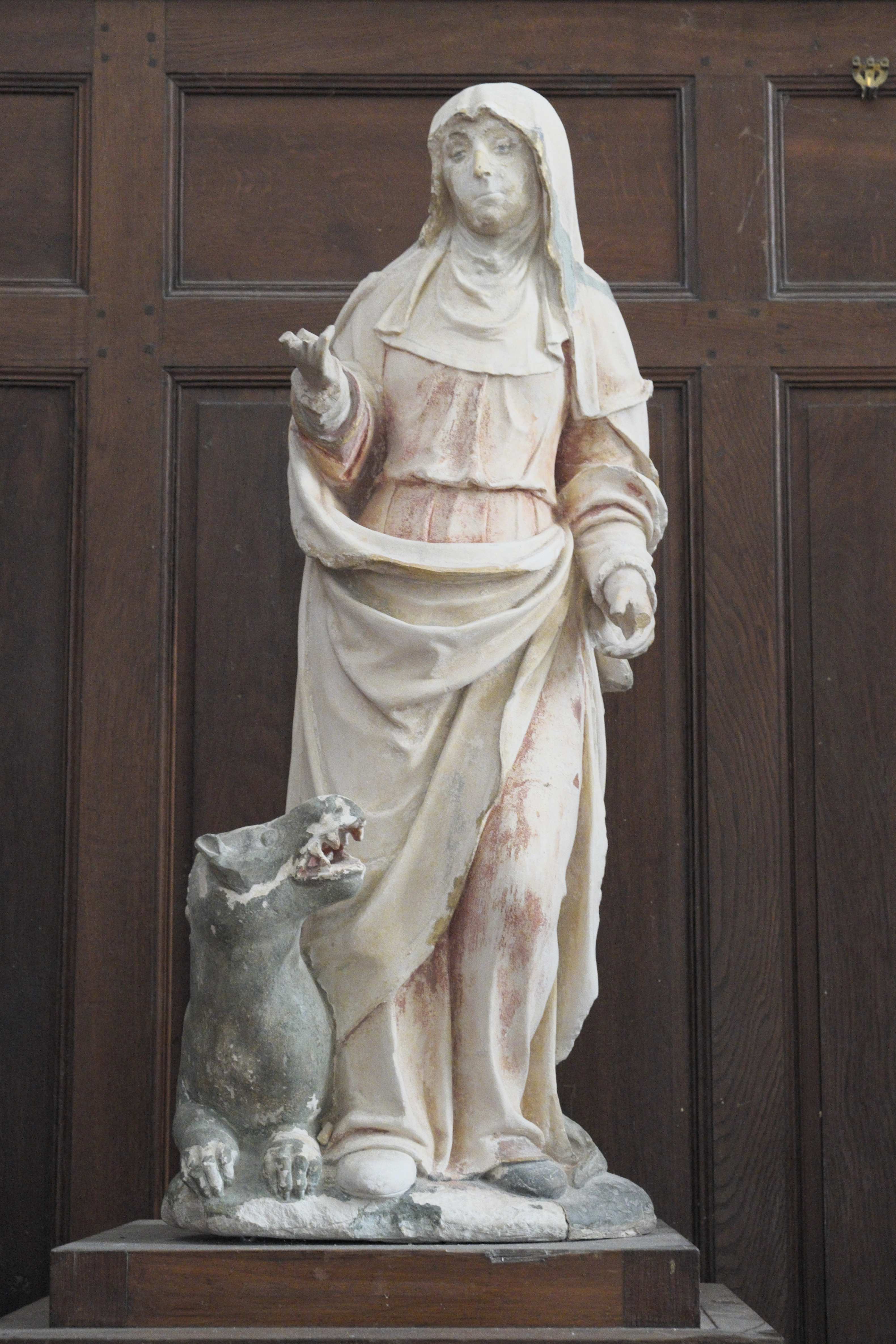
Heilige Martha oder Margareta

## Weitere Ausstattung
- Das ovale, steinerne Taufbecken stammt aus dem 17. Jahrhundert. Das Becken ist godoniert und ruht auf vier Konsolen, die auf einem kreuzförmigen Sockel stehen (Monument historique (Objekt) seit 1905[11]).
- Das steinerne Weihwasserbecken aus dem 12. Jahrhundert ist am Rand mit menschlichen Gesichtern skulptiert (Monument historique (Objekt) seit 1908[12]).

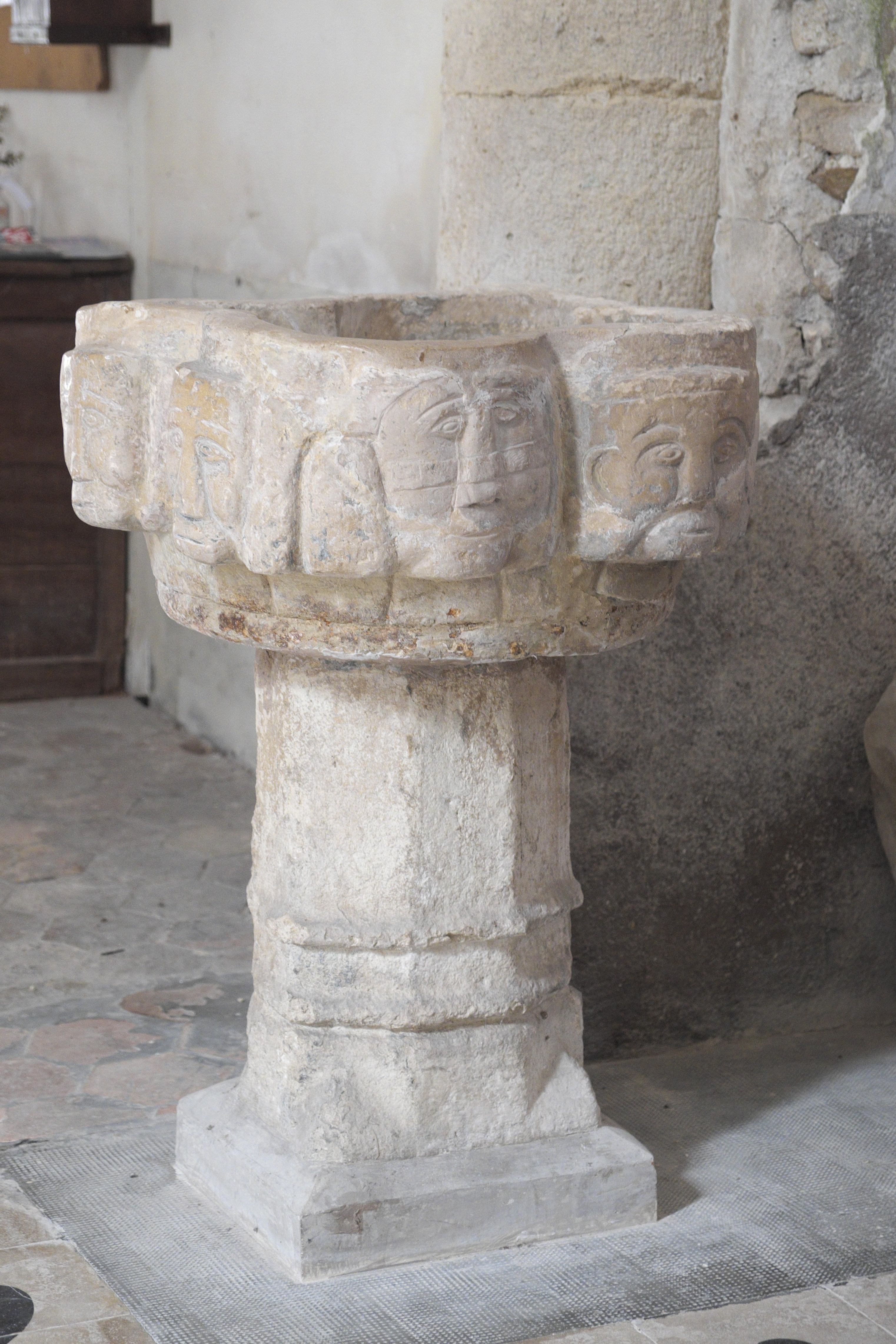
Weihwasserbecken
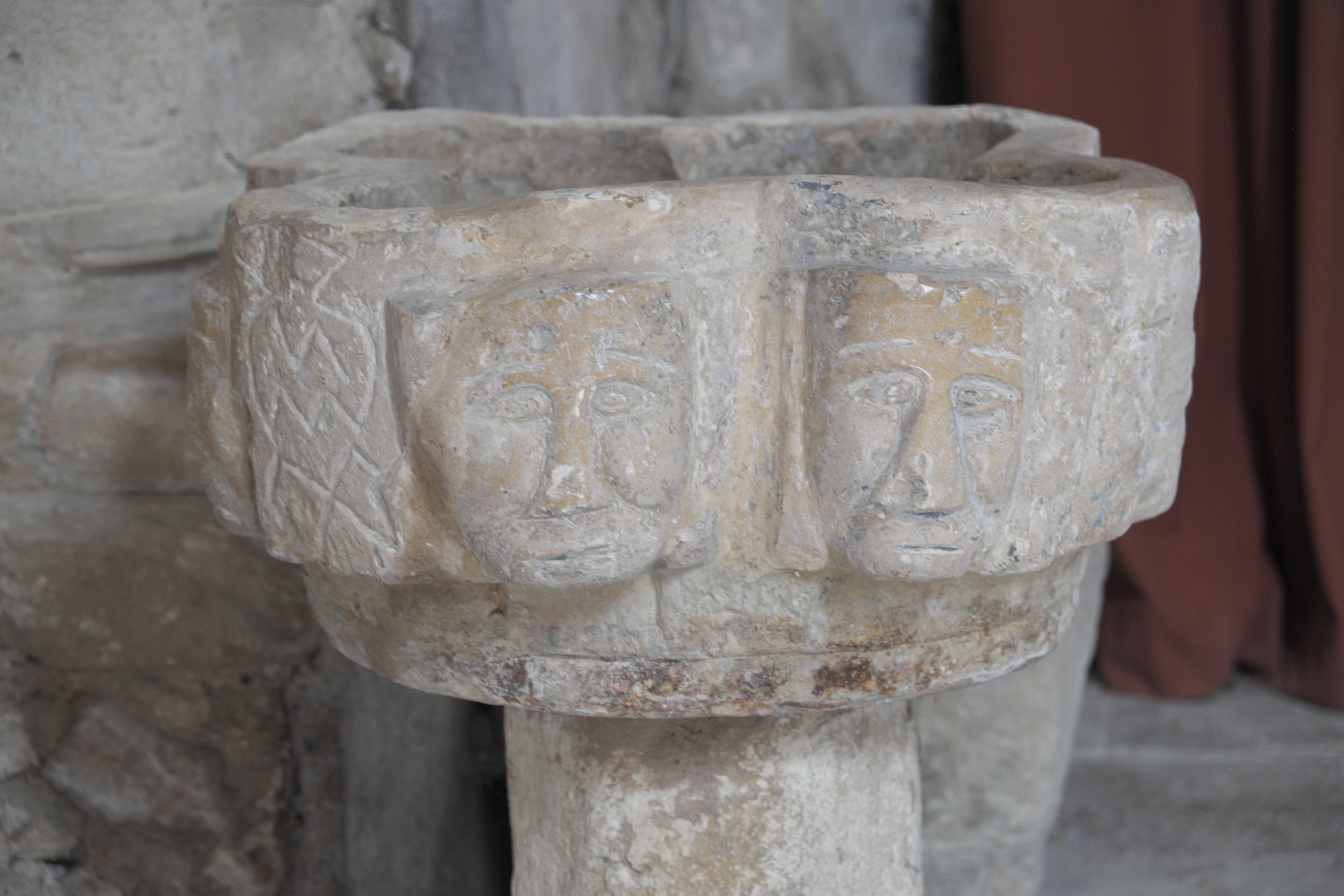
Weihwasserbecken
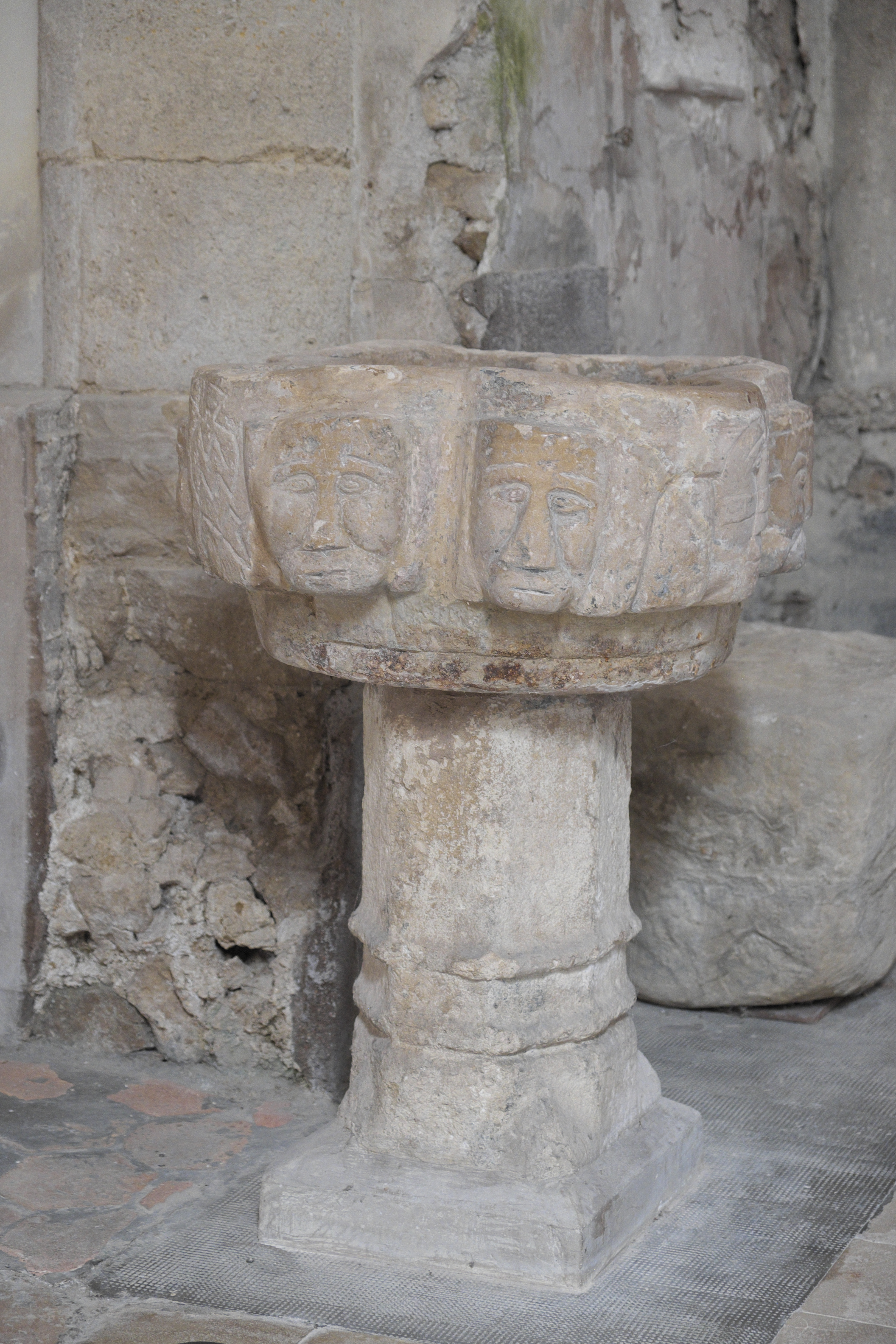
Weihwasserbecken